# Елифас Леви
Елифас Леви (на френски: Eliphas Lévi; псевдоним на Алфонс Луи Констан) е френски окултист и кабалист. Една от най-популярните и влиятелни личности в Западната езотерична традиция, често пъти наричан баща на модерния окултизъм.

## Биография
Елифас Леви е роден на 8 февруари 1810 г. в Париж. Завършва семинария и през 1835 г. е ръкоположен за дякон към Римокатолическата църква, но никога не практикува свещеническия си пост, а по-късно е отлъчен от Църквата. През 1852 г. се среща с полския философ Хьоне Вронски, който го запознава с Кабала. През 1854 г. се среща в Лондон с английския писател Едуард Булвер-Литън, член на Розенкройцерския орден. Същата година започва да използва псевдонима си Елифас Леви. Близък приятел с Оноре дьо Балзак, Александър Дюма, Виктор Юго, Адолф Дебарол, Флора Тристан (баба на Пол Гоген) и др.
През 1855 г. излиза най-важното му съчинение Учение и ритуал на висшата магия („Dogme et Rituel de la Haute Magie“).
Умира на 31 май 1875 г. в Париж.

## Съчинения
- Dogme et Rituel de la Haute Magie, (Учение и ритуал на висшата магия), 1855.
- La Clef des Grands Mystères (Ключът към великите тайни), 1861.

## На български
- Ключът към великите тайни. Прев. Георги Генчев. С.: Кралица Маб, 1993. ISBN 954-533-005-4
- Учение и ритуал на висшата магия. С.: Аратрон, 2005. ISBN 9546261274